# Juni 2003
Dit artikel geeft een chronologisch overzicht van alle belangrijke gebeurtenissen per dag in de maand juni van het jaar 2003.

## Gebeurtenissen

### 1 juni
- China - De Drieklovendam op de Yangtze wordt in gebruik genomen.
- Frankrijk - G8-top in Évian.
- België - De wet op het homohuwelijk wordt van kracht.

### 2 juni
- Europa/Kazachstan - De ESA zendt de Mars Express uit naar de planeet Mars. Het is de eerste Marssonde van de Europese ruimtevaartorganisatie.
- België - De aanpassing van de wet op de verdovende middelen van 24 februari 1921 wordt van kracht.

### 4 juni
- Jordanië - Op een top in Akaba, beloven de Israëlische premier Ariel Sharon en de Palestijnse premier Mahmoud Abbas, zich in te spannen voor de 'roadmap for peace' van de Amerikaanse president George W. Bush. Sharon belooft een aantal nederzettingen te ontmantelen, Abbas zweert het terrorisme af.
- België - Patrick Dewael neemt ontslag als minister-president van de Vlaamse Regering.

### 5 juni
- Duitsland - De Duitse politicus Jürgen Möllemann komt om het leven bij een parachutesprong. Algemeen wordt vermoed dat het hier om een geval van zelfmoord gaat.
- Kroatië - Paus Johannes Paulus II bezoekt Kroatië. Het is de honderdste buitenlandse reis van zijn ambtsperiode.
- wereld - De Wereldgezondheidsorganisatie meldt dat de SARS-epidemie op de terugtocht lijkt te zijn.
- België:
  - De Mechelse VLD-burgemeester Bart Somers wordt de nieuwe minister-president van de Vlaamse Regering.
  - Eedaflegging van het nieuwe federale parlement van de nieuwe verkozen leden.
  - De VLD-ministers Jaak Gabriëls en Guy Vanhengel nemen ontslag uit de Vlaamse Regering voor een "verjongingsoperatie" van de VLD.
  - De VLD'ers Marino Keulen en Patricia Ceysens, beide dertigers, worden nieuwe ministers in de Vlaamse Regering
- België - Eedaflegging van het nieuwe federale parlement van de nieuwe verkozen leden.

### 7 juni
- Afghanistan - Bij een bomaanslag op een bus in Kaboel komen 4 Duitse soldaten een Afghaan om het leven.
- De Duitser Severin von Eckardstein wint de Koningin Elisabeth Wedstrijd voor piano.
- Frankrijk - Justine Henin wint als eerste Belgische het Franse Tenniskampioenschap Roland Garros.
- Het Nederlands voetbalelftal vervolgt de kwalificatiereeks voor het EK voetbal 2004 met een 2-0 zege in en op Wit-Rusland. Marc Overmars en Patrick Kluivert scoren in Minsk voor de ploeg van bondscoach Dick Advocaat.

### 8 juni
- België - De Duitse pianist Severin von Eckardstein wint de eerste prijs van de internationale Koningin Elisabethwedstrijd.
- Polen - In een referendum stemmen de Polen in met toetreding tot de Europese Unie.

### 9 juni
- Noord-Korea - Noord-Korea geeft toe aan een atoomwapenprogramma te werken.
- Liberia - 535 Fransen worden geëvacueerd uit Liberia.

### 10 juni
- Canada - Een gerechtshof in Ontario verklaart de beperking dat voor een huwelijk paren van verschillend geslacht moeten zijn onwettig, daarmee de facto het homohuwelijk in de provincie invoerend.
- Israël - Het Israëlische leger voert een aanslag uit op Abdel Aziz al-Rantsini, tweede man van Hamas. Al-Rantsini raakt gewond; een lijfwacht en een omstander worden gedood. Meer aanvallen op Hamasleden volgen in de volgende dagen, evenals een Palestijnse zelfmoordaanslag op een bus in Jeruzalem.

### 14 juni
- Tsjechië - In een referendum spreken de Tsjechen zich uit voor toetreding tot de Europese Unie.

### 15 juni
- België - De Amerikaanse minister van Defensie Donald Rumsfeld heeft er tijdens een zitting van de NAVO mee gedreigd de NAVO-zetel uit Brussel weg te halen. De Verenigde Staten willen dat België de genocidewet afschaft.

### 17 juni
- Europese Unie - De commissie JURI van het Europees Parlement heeft een tekst goedgekeurd die softwarepatenten moet gaan toelaten. De stemming vindt plaats op 30 juni.
- Liberia - Twee rivaliserende milities in Liberia besluiten tot een staakt-het-vuren, dat echter niet lang standhoudt.
- Rusland - In Noord-Ossetië, nabij Tsjetsjenië doodt de dader van een zelfmoordaanslag zichzelf en minstens 17 anderen bij een bushalte.

### 18 juni
- Nederland - Prinses Máxima kondigt via de Rijksvoorlichtingsdienst aan dat ze zwanger is, en half januari 2004 een baby verwacht.
- Frankrijk - De nationale bankpresident Jean-Claude Trichet wordt vrijgesproken van een oude fraudezaak; daarmee wordt zijn kans om Wim Duisenberg als president van de Europese Centrale Bank op te volgen vergroot.
- Finland - premier Anneli Jäätteenmäki treedt af na geruchten rond het lekken van gevoelige informatie betreffende de Irak-crisis.
- Italië - Het Italiaanse parlement stemt in met een wet die de hoogste politieke ambtsdragers immuun maakt voor gerechtelijke vervolging. De zaak tegen president Silvio Berlusconi wegens omkoping van rechters moet daarom worden uitgesteld.
- Irak - Amerikaanse legerautoriteiten melden de arrestatie van Abid Hamid Mahmoud al-Tikriti, secretaris en adviseur van Saddam Hoessein.

### 21 juni
- Verenigd Koninkrijk/internationaal - De verkoop begint van het nieuwe Harry Potter-boek Harry Potter and the Order of the Phoenix. Van het boek worden op de eerste dag al 5 miljoen exemplaren verkocht.
- België - Dirk Holemans is de nieuwe politiek secretaris van Agalev.

### 22 juni
- De WTO geeft ontwikkelingslanden toestemming om zich niet aan het patentrecht betreffende geneesmiddelen te houden, een belangrijke stap in de bestrijding van ziekten als aids en malaria.

### 23 juni
- China - De Wereldgezondheidsorganisatie heft het negatief reisadvies naar Hongkong wegens SARS op. Nadat dit eerder al voor China (12 juni) en Taiwan (17 juni) was gedaan, waren daarmee alle reisbeperkingen wegens SARS opgeheven.
- België - België past zijn universele genocidewet aan nadat de Verenigde Staten gedreigd hebben het NAVO-hoofdkwartier te verhuizen.

### 24 juni
- China - China wordt door de Wereldgezondheidsorganisatie als vrij van SARS bestempeld. Alleen Taiwan en Toronto gelden als gebieden waar de ziekte zich nog verspreidt.
- Irak - Zes Britse soldaten worden gedood in een hinderlaag nabij Basra.
- Verenigd Koninkrijk - De Russische president Vladimir Poetin brengt een staatsbezoek aan Engeland; dit is voor het eerst sinds 125 jaar dat een Russisch staatshoofd Engeland bezoekt.

### 25 juni
- Nederland - De Tweede Kamer stemt in met een missie van Nederlandse militairen in Irak.

### 26 juni
- Luxemburg - De Europese ministers van landbouw hebben ingestemd met een grote hervorming van de EU landbouwsubsidies, waarbij deze minder of geheel niet productie-afhankelijk worden.
- Brussel - De stemming over softwarepatenten is terug verplaatst naar 1 september.
- Verenigde Staten - Het Amerikaanse Hooggerechtshof verklaart wetten die homoseksuele activiteiten verbieden ongrondwettig.

### 27 juni
- Israël - De Israëlische regering en de Palestijnse Autoriteit bereiken een akkoord over de Israëlische terugtrekking uit Bethlehem en Gaza. Hamas kondigt aan een bestand van drie maanden in acht te zullen nemen; vermoed wordt dat de al-Aqsa brigades en de Islamitische Jihad dit initiatief zullen volgen.
- België - Yves Leterme wordt de nieuwe voorzitter van CD&V.

### 28 juni
- Nederland - In Den Haag raken acht personen zwaargewond bij een gasexplosie.

### 29 juni
- Israël - Hamas en de Islamitische Jihad kondigen een bestand van drie maanden af; de al-Aqsa brigades een van zes maanden.

### 30 juni
- Israël - Israël trekt zich terug uit de Gazastrook en heft de blokkade van de belangrijkste weg op.

## Overleden
<< · januari · februari · maart · april · mei · juni · juli · augustus · september · oktober · november · december · >>